# La Grande Course autour du monde
Pour plus de détails, voir Fiche technique et Distribution.
La Grande Course autour du monde (The Great Race) est un film américain réalisé par Blake Edwards, sorti en 1965.
Le film est librement inspiré par le New York-Paris 1908, dit The Great Race, un événement médiatisé durant les années 1907 et 1908 en France et aux États-Unis.
Le professeur Fatalitas (« Fate » en VO, Jack Lemmon) et son ennemi, le Grand Leslie (Tony Curtis), participent à une course automobile reliant New York à Paris. Pour gagner, Fatalitas est prêt à toutes sortes de ruses, alors que Leslie est toujours le vainqueur sans taches. Mais c'est sans compter sur la présence dans la course de Maggie Dubois (Natalie Wood), une journaliste féministe qui va semer le trouble dans le cœur de Leslie.

## Synopsis

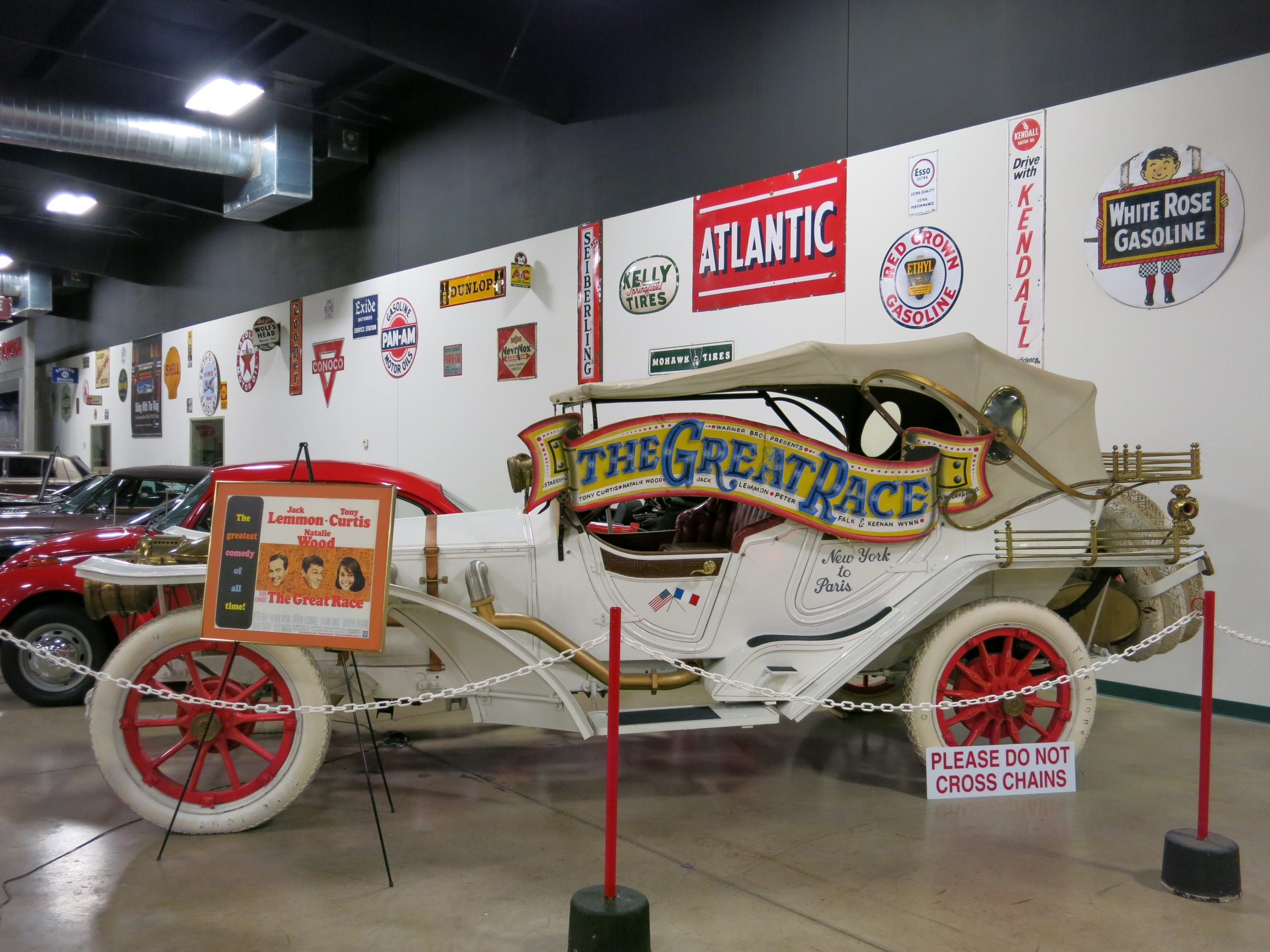
La voiture de Leslie dans le film "La Grande course autour du monde".

En 1910, le Grand Leslie, véritable casse-cou, réussit tous les nouveaux exploits qui lui sont présentés, bien que le professeur Fatalitas (« Fate » en VO), son ennemi, tente en vain de les saboter. Ce dernier tente également de le concurrencer en tentant de nouveaux exploits de son côté, aidé par son assistant Max, mais échoue. C'est alors que Leslie réunit les membres de l'industrie automobile pour organiser une course automobile reliant New York à Paris, dans laquelle il va concourir avec une nouvelle voiture. Mais son ennemi, présent à la réunion, compte y participer. Après avoir échoué à faire sauter la nouvelle voiture de Leslie, le professeur construit sa propre voiture à l'aspect diabolique et équipée d'un canon et de quelques petites autres options. Mais Max démolit maladroitement leur garage avec le canon.
Au même moment, Maggie Dubois, une journaliste féministe, oblige son patron, M. Grosbonnet, à lui confier le reportage sur la course. Elle part ensuite à la rencontre de Leslie (qui est à ce moment-là espionné par le professeur) pour qu'il l’emmène, mais celui-ci refuse, n'ayant pas besoin de ses compétences. Elle n'obtiendra pas mieux auprès du professeur, provoquant la pagaille chez lui lors de sa visite impromptue. Elle décide de s'engager seule avec sa voiture dans la course avec le soutien de la femme (également féministe) de son patron.
Lorsque le jour du départ de la course est arrivé, Fatalitas, qui veut à tout prix gagner cette course pour prouver la supériorité de sa voiture (la Hannibal VIII) sur celle de Leslie, charge Max de « préparer » les voitures des autres concurrents. Dès le début de la course, les participants, à l'exception de Leslie et Maggie, sont victimes de sabotages divers (l'un perd ses roues, l'autre son volant, etc.) effectués par Max, y compris celle du professeur ! Maggie transmet la nouvelle au journal avant de continuer sa course, tandis que le professeur réprimande son assistant avant d'effectuer les réparations de la voiture, Leslie arrive en tête à Albany et les autres concurrents abandonnent.
Après quelque temps de course, dans le grand Ouest américain, la voiture de Maggie tombe en panne et Leslie et son assistant Hezequiat l'embarquent en attendant de trouver une solution. Les concurrents se retrouvent juste après à Borracho, une petite bourgade de l'Ouest, dans laquelle une cérémonie est organisée en leur honneur. Fatalitas et Max, les premiers arrivés, veulent juste de l'essence pour repartir au plus tôt. Une fête ne les arrangeant pas, ils agressent le maire de Borracho pour tenter de repartir (mais sans essence !), ils doivent donc attendre la nuit pour en « emprunter ». Entre-temps, Leslie, qui s'est montré bien plus gentil avec les habitants de la ville, est invité d'honneur à la fête. Le soir même, il se rend donc à la fête dans le saloon où il fait la connaissance de la chanteuse Lily Olay après qu'elle a chanté une chanson où elle réprimande les hommes (avec humour). Tout va bien jusqu'à l'arrivée de Texas Jack, brute épaisse et habile tireur, et petit ami de la chanteuse du saloon. Une bagarre générale éclate. Fatalitas en profite pour prendre de l'essence, partir et tout faire sauter. La journaliste, l'ayant entre-temps reconnu, se cache dans sa voiture avant d'en être débarquée à la sortie de la ville. 
Le lendemain, Leslie récupère Maggie sur la route et se rend à Gromett où elle est censée reprendre le train pendant qu'il fait le plein d'essence. Mais là-bas, la journaliste ayant commandé l'essence à son nom veut obliger Leslie à continuer avec elle la course, ce qui exaspère Hezequiah qui désapprouve. Maggie piège et menotte ce dernier dans le train qui s'en va et revient auprès de Leslie tout en inventant une fausse raison au départ de son assistant. Entre-temps, Fatalitas a voulu prendre un raccourci en empruntant la voie ferrée, en vain. Pendant ce temps à New York, M. Grosbonnet doit essayer de gérer son journal du mieux qu'il peut face aux manifestations féministes menées par sa femme. 
Quelques semaines plus tard, les deux voitures se retrouvent au détroit de Béring, quelque part sur la banquise. Mais un concours de circonstances oblige les protagonistes à faire une trêve ; ils dorment tous les quatre dans la voiture de Leslie, un ours polaire s'étant réfugié dans la voiture du professeur. Le lendemain matin, ils découvrent qu'ils sont piégés sur un iceberg qui s'est détaché de la banquise. Leur iceberg fond et dérive, ils doivent donc être récupérés rapidement. Leslie est optimiste, étant sûr d'atteindre la Sibérie à temps (un point de vue non partagé par le professeur). Le professeur constate qu'un lien se crée entre Leslie et Maggie. Heureusement pour eux, alors que l'eau arrive au pied des voitures, ils sont vus depuis la Sibérie, l'iceberg ayant dérivé. Après avoir été récupérés par les Sibériens et Hezequiah (qui a entre-temps réussi à attraper un bateau pour rejoindre la Sibérie), Maggie Dubois, après avoir menti et trahi la confiance de Leslie, est embarquée manu militari dans la Hannibal VIII. 
Entre-temps, à New-York, on n'a plus d'informations concernant la course à la suite des nombreuses manifestations féministes devant le siège du New-York Sentinel, qui perturbent la diffusion des informations concernant la course. En effet, M. Grosbonnet, interné à l'asile, est remplacé par sa femme à la direction du journal ; celle-ci décide de boycotter le constructeur de la voiture de Leslie et n'informe plus les lecteurs de l'avancement de la course.
Après avoir traversé la Russie sans grandes difficultés, Fatalitas et Leslie arrivent en Carpanie, une principauté dans les Balkans. Leslie est accueilli par le Prince, sosie du professeur Fatalitas, immature et alcoolique, qui organise un bal, puis l'invite à son couronnement pour le lendemain. Mais pendant ce temps, le baron, qui a capturé le professeur avec son assistant et Maggie Dubois, imagine un plan avec les généraux : remplacer le prince par le professeur au couronnement et celui-ci devra abdiquer en leur faveur ! La nuit venue, Fatalitas accepte de jouer le jeu et fait emprisonner Leslie, tandis que le baron enferme le Prince et Hezequiat. Pendant ce temps, Max réussit à s'évader et se déguise en moine pour délivrer Leslie afin de sauver tout le monde. Tandis que Max fait diversion avec sa voiture, Leslie affronte au fleuret puis à l'épée le baron complotiste qui, finalement, bien que très bon bretteur, perd le duel et se jette d'une meurtrière dans une barque, qui se brise. Au matin suivant, le couronnement de Fatalitas doit avoir lieu, mais celui-ci s'enfuit, ayant été discrètement rejoint par Max. S'ensuit une immense bataille de tartes à la crème, à laquelle participent également Leslie et consorts, ainsi que le vrai roi. Seul Leslie réussit longuement à éviter les tartes avant de tomber sur celle de Maggie. Les deux protagonistes reprennent enfin leurs voitures et repartent. La course peut enfin réellement reprendre. 
Aucun problème majeur n'a lieu lors de cette dernière ligne droite, si ce n'est que le climat entre Leslie et Maggie Dubois (qui est remontée dans la voiture de Leslie) empire. Au cours de la dernière nuit avant Paris, Leslie l'embrasse, mais se prend une gifle ! Ils se disputent à de nombreuses reprises le lendemain, notamment à Paris, devant la ligne d'arrivée, où Leslie coupe le moteur de sa voiture pour l'embrasser et la convaincre de son amour pour elle. Fatalitas (qui avait alors une ou deux minutes de retard, dues à une erreur d'itinéraire dans Paris) comble celui-ci et gagne la course, ce que souhaitait Leslie. Mlle Dubois lui dit alors « Vous avez perdu ». Leslie lui répond : « Seulement la course… ».
Fatalitas exige néanmoins de « gagner sans aide ». Une course de Paris à New-York est alors organisée. Au démarrage, Fatalitas dit : « Pousse le bouton, Max ». Celui-ci s'exécute, un canon sort alors du capot de la Hannibal VIII et détruit la tour Eiffel.

## Fiche technique
- Titre original : The Great Race
- Titre français : La Grande Course autour du monde
- Réalisation : Blake Edwards
- Scénario : Arthur A. Ross, d'après une histoire originale de Blake Edwards et Arthur Ross
- Direction artistique : Fernando Carrere
- Décors : George James Hopkins
- Costumes : Don Feld et Edith Head
- Chorégraphie : Hermes Pan
- Photographie : Russell Harlan
- Son : M. A. Merrick
- Montage : Ralph E. Winters (image) ; Treg Brown (son)
- Musique : Henry Mancini
- Production  : Martin Jurow ; Dick Crockett (en) (associé)
- Sociétés de production : Warner Bros., Patricia Productions, Reynard Productions, Jalem Productions
- Société de distribution : Warner Bros.
- Pays de production :  États-Unis
- Langue : anglais
- Format : couleur (Technicolor) 
  - Version 35 mm — 2,35:1 (Panavision) — stéréo (RCA Sound System)
  - Version 70 mm — 2,20:1 (Panavision) - Son 6 pistes
- Genre : comédie, road movie
- Durée : 157 minutes
- Dates de sortie : 
  - États-Unis  : 1er juillet 1965
  - France : 17 février 1966
- Affiches : Raymond Elseviers (Belgique), Jean Mascii (France), Giuliano Nistri (Italie)

## Distribution
- Tony Curtis (VF : Michel Roux) : le Grand Leslie
- Natalie Wood (VF : Jeanine Freson) : Maggie Dubois

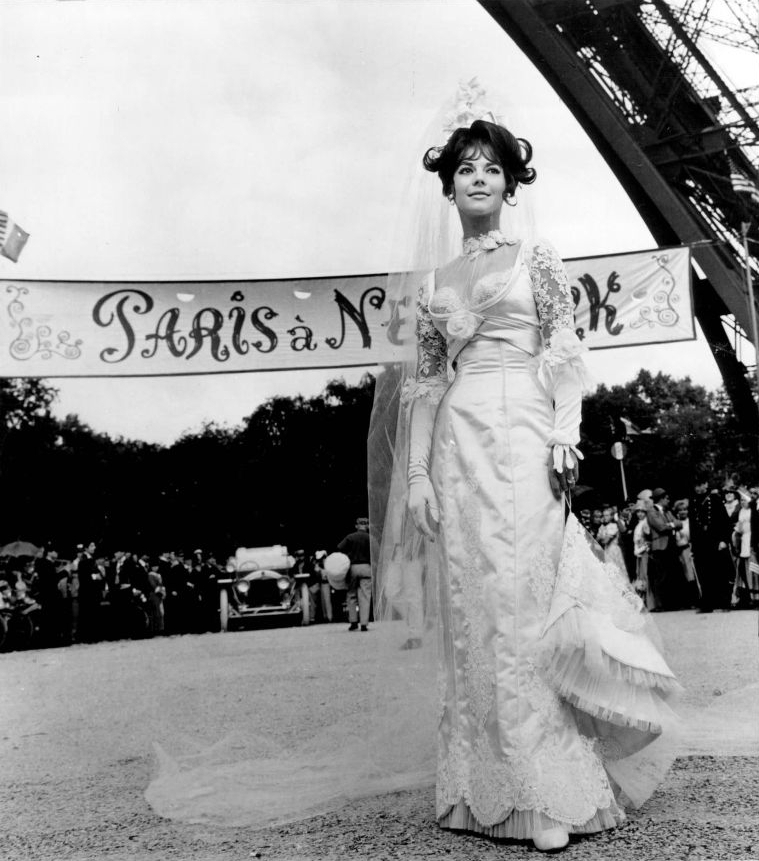
Natalie Wood dans le film.

- Jack Lemmon (VF : Roger Carel) : Professor Fate (Professeur Fatalitas en VF) / le prince Frederick Hoepnick
- Peter Falk (VF : Albert Augier) : Max
- Keenan Wynn (VF : Philippe Dumat) : Hezekiah
- Arthur O'Connell (VF : Albert Préjean) : Mr. Henry Goodbody (M. Roger Grosbonnet en VF)
- Vivian Vance (VF : Lita Recio) : Mrs. Mill Goodbody (Mme Germaine Grosbonnet en VF)
- Dorothy Provine : Lily Olay
- Larry Storch (VF : Henry Djanik) : Texas Jack
- Ross Martin (VF : Roger Rudel) : le baron Rolfe von Stuppe
- Marvin Kaplan : Frisbee
- Hal Smith (VF : Claude Bertrand) : le maire de Boracho
- Denver Pyle : le shérif de Boracho
- William Bryant (en) : un garde
- Ken Wales : un garde

## Distinctions

### Récompenses
- Festival international du film de Moscou 1965 : prix d'argent
- Golden Reel Awards 1966 : Meilleur montage sonore pour Treg Brown, partagé avec L'Express du colonel Von Ryan
- Oscars 1966 : Meilleurs effets sonores pour Treg Brown

### Nominations
- Golden Globes 1966 :
  - Meilleur film de comédie ou comédie musicale
  - Meilleur acteur dans une comédie ou comédie musicale pour Jack Lemmon
  - Meilleure chanson originale pour Henry Mancini et Johnny Mercer (The Sweetheart Tree)
  - Meilleure musique originale pour Henry Mancini
- Laurel Awards 1966
  - Meilleure comédie
  - Meilleur acteur dans une comédie pour Jack Lemmon
  - Meilleure chanson pour Henry Mancini et Johnny Mercer (The Sweetheart Tree)
- Oscars 1966 : 
  - Meilleure photographie couleur pour Russell Harlan
  - Meilleur son pour George Groves
  - Meilleur montage pour Ralph E. Winters
  - Meilleure chanson originale pour Henry Mancini et Johnny Mercer (The Sweetheart Tree)
- Writers Guild of America Awards 1966 : Meilleure comédie américaine pour Arthur A. Ross

- Saturn Awards 2003 : Meilleure édition spéciale DVD d'un classique

## Autour du film
- Le film est dédié aux acteurs Stan Laurel et Oliver Hardy.
- Le film a inspiré la série télévisée d'animation Les Fous du volant (Wacky Races).
- Toute la partie se passant en Carpanie est très directement une caricature du film de cape et d'épée Le prisonnier de Zenda (1952) avec Stewart Granger, James Mason et Deborah Kerr. La scène du duel à l'épée entre Ross Martin et Tony Curtis est une référence à la scène entre Granger et Mason. Bien plus tard, dans la série télévisée Amicalement vôtre (épisode « Quelqu'un dans mon genre »), avec ce même Tony Curtis, on retrouve la même thématique.